# Joseph Pérès
Joseph Jean Camille Pérès (Clermont-Ferrand, 31 de outubro de 1890 — Paris, 12 de fevereiro de 1962) foi um matemático e físico francês.
Graduado em matemática na Escola Normal Superior de Paris, trabalhou em Roma com Vito Volterra, obtendo o doutorado em 1915. Em 1920 lecionou na Faculdade de Ciências de Estrasburgo, e em 1921 foi titular da cátedra de mecânica da Faculdade de Ciências de Marselha.
Em 1932 foi nomeado professor da Faculté des sciences de Paris. Foi membro eleito da Académie des Sciences em 1942. Foi titular da cátedra de mecânica em 1950 e docente da Faculdade de Ciências em 1954, sucedendo Albert Châtelet.

## Obras
- Mécanique des fluides. Gauthier Villars, 1936